# Bel Canto Records
Bel Canto Records fue un pequeño sello discográfico independiente estadounidense, operativo en las décadas de 1950 y 1960. Con oficinas primero en Los Ángeles y después en Columbus (Ohio) (tras ser absorbida), durante la semana del 23 de junio de 1958 se convirtió en la primera compañía en lanzar discos sencillos estereofónicos. Unos meses antes, en diciembre de 1957, había comercializado su primer álbum estereofónico, y ya se había ganado una sólida reputación con la venta de reproducciones sonoras de gran calidad en cintas magnéticas.
Una de sus realizaciones más singulares fueron unos discos estereofónicos de demostración ideados para los comercios musicales, caracterizados por la llamativa coloración del vinilo, decorado con grandes manchas difusas de colores vibrantes. Estos discos translúcidos se reproducían en unos giradiscos especiales con el plato de cristal, que se podía iluminar desde abajo para crear un atractivo efecto cromático con el disco en movimiento.